# Jane McLean
Jane McLean (* im 20. Jahrhundert als Jane Gregorio) ist eine Schauspielerin, die in Manila, in den Philippinen geboren ist und nach Toronto, Kanada, emigrierte, als sie ein Jahr alt war.

## Leben
McLean gefiel es, Schauspielerin zu werden, seitdem sie ein Kind war, und wurde Schauspielerin trotz anfänglicher Widerstände ihrer Eltern. Seitdem aber haben sie ihre Entscheidung akzeptiert und unterstützen sie bei ihrem Beruf.
Sie ist durch ihre Fernsehrollen Jane Richards in Terminal City (2005) und Tammy Okama in Dexter (2008) bekannt. Sie hatte etliche weitere Serienauftritte wie etwa in Largo Winch – Gefährliches Erbe (2001), Odyssey 5 (2002), Missing – Verzweifelt gesucht (2003), ReGenesis (2006), 24 (2010), CSI: NY (2010) und Defiance (2013). Sie hat auch in Filmen mitgespielt, darunter auch in Largo Winch – Gefährliches Erbe (2001), Intern Academy (2004), Supervulkan (2005), Her Sister’s Keeper (2006), Hank and Mike (2008), Of Murder and Memory (2008), Die Frau des Zeitreisenden (2009) und Running Mates (2011).

## Filmografie (Auswahl)
- 2001: Largo Winch – Gefährliches Erbe (Largo Winch: The Heir, Fernsehfilm)
- 2001: Largo Winch – Gefährliches Erbe (Largo Winch, Fernsehserie, eine Folge)
- 2002: Guilt by Association (Fernsehfilm)
- 2002: Odyssey 5 (Fernsehserie, eine Folge)
- 2003: Levity
- 2003: Veritas: The Quest (Fernsehserie, eine Folge)
- 2003: Missing – Verzweifelt gesucht (1-800-Missing, Fernsehserie, eine Folge)
- 2004: Wild Card (Fernsehserie, eine Folge)
- 2004: Dorian – Pakt mit dem Teufel (Dorian)
- 2004: Kevin Hill (Fernsehserie, eine Folge)
- 2004: Intern Academy
- 2005: Supervulkan (Supervolcano, Fernsehfilm)
- 2005: Terminal City (Fernsehserie, zehn Folgen)
- 2006: ReGenesis (Fernsehserie, eine Folge)
- 2006: Her Sister’s Keeper (Fernsehfilm)
- 2007: The Dresden Files (Miniserie, zwei Folgen)
- 2007: Shoot ’Em Up
- 2008: Hank and Mike
- 2008: Of Murder and Memory (Fernsehfilm)
- 2008: Dexter (Fernsehserie, drei Folgen)
- 2009: Die Frau des Zeitreisenden (The Time Traveler’s Wife)
- 2010: 24 (Fernsehserie, eine Folge)
- 2010: CSI: NY (Fernsehserie, eine Folge)
- 2011: Running Mates
- 2011: Flashpoint – Das Spezialkommando (Flashpoint, Fernsehserie, eine Folge)
- 2012: Transporter: Die Serie (Transporter: The Series, Fernsehserie, eine Folge)
- 2013: Defiance (Fernsehserie, vier Folgen)
- 2016: Supernatural (Fernsehserie, eine Folge)
- 2017: Workin’ Moms (Fernsehserie, zwei Folgen)